# Альона Чадимова
Альона Чадимова (чеськ. Alena Chadimová, 22 листопада 1931, Оломоуць) — чехословацька гімнастка, призерка Олімпійських ігор та чемпіонату світу.

## Біографічні дані
На Олімпіаді 1952 Альона Чадимова зайняла 3-є місце в командному заліку. В індивідуальному заліку вона зайняла 20-е місце. Також зайняла 6-е місце в командних вправах з предметом, 35-е — у вправах на брусах, 22-е — у вправах на колоді, 44-е — в опорному стрибку та 20-е — у вільних вправах.
На чемпіонаті світу 1954 Альона Чадимова завоювала бронзову медаль в команді.